# 柴野和喜夫
柴野 和喜夫（しばの わきお、1902年7月2日 - 1982年12月18日）は、日本の政治家、農林官僚。滋賀県知事（第34代）。石川県知事（第44-45代）。参議院議員（1期）。石川県出身。

## 経歴
- 1924年 - 第四高等学校 (旧制)卒業[1]。
- 1927年 - 東京帝国大学法学部卒業[2]。農林省に入る。
- 1946年1月25日 - 第34代滋賀県知事に就任。
- 1947年3月11日 - 石川県知事選挙立候補のため滋賀県知事を辞職。
- 1947年
  - 4月5日 - 第1回石川県知事選挙に出馬し初当選（12日就任）。
  - 10月 - 石川県に昭和天皇の戦後巡幸。昭和天皇の随行を務める[3]。
- 1951年4月30日 - 第2回石川県知事選挙で再選（2期目）。
- 1951年10月22日 - 公共事業費をめぐる不正事件に関し衆議院行政監察特別委員会に証人喚問された[4]。
- 1955年2月20日 - 第3回石川県知事選挙で田谷充実に4万4千票差で敗れ落選。
- 1958年12月7日 - 石川選挙区選出の参議院議員井村徳二死去による第4回参議院議員補欠選挙に無所属で出馬し初当選。
- 1959年6月2日 -第5回参議院議員通常選挙に自由民主党から出馬し落選。
- 1961年 - 北陸鉄道代表取締役社長に就任（1968年まで）。
- 1968年 - 北陸鉄道代表取締役会長に就任（1972年まで）。
- 1973年 - 春の叙勲で勲二等瑞宝章受章（勲四等からの昇叙）[5][6]。
- 1982年12月18日 - 死去、80歳。死没日をもって正五位から正四位に叙される[7]。